# Вуйтоство (Свентокшиське воєводство)
Вуйтоство (пол. Wójtostwo) — село в Польщі, у гміні Далешиці Келецького повіту Свентокшиського воєводства.